# Сокибеков, Хофиз
Хофиз Сокибеков (тадж. Ҳофиз Соқибек; родился 31 октября 1998 года) — таджикский профессиональный боец смешанных единоборств. Представитель полулёгкой весовой категории. Выступает на профессиональном уровне с 2019 года, известен своим участием в турнире престижной бойцовской организации ACA.

## Личная жизнь
Будучи частью своей таджикско-памирской культуры, Хофиз часто надевает шапку-токи и Флаг Таджикистана после боев и во время рекламных мероприятий.

## Статистика ММА
| Боёв 12  | Побед 10 | Поражений 2 |
| -------- | -------- | ----------- |
| Нокаутом | 3        | 1           |
| Сдачей   | 2        | 1           |
| Решением | 5        | 0           |

| Результат | Рекорд | Соперник             | Способ                            | Турнир                                             | Дата             | Раунд | Время | Место             | Примечание   |
| --------- | ------ | -------------------- | --------------------------------- | -------------------------------------------------- | ---------------- | ----- | ----- | ----------------- | ------------ |
| Поражение | 10-2   | Юсуп-Хаджи Зубариев  | Решением (единогласным)           | ACA 184 - Витрук - Силва                           | 28 февраль 2025  | 2     | 5:00  | Москва, Россия    |              |
| Победа    | 10-1   | Юнусов, Джихад       | Решением (единогласным)           | ACA 178 - Гончаров - Богатырев                     | 16 aвгуст 2024   | 3     | 5:00  | Москва, Россия    |              |
| Победа    | 9-1    | Арсен Шибзухов       | Решением (единогласным)           | ACA 170 - Гончаров - Вязигин 2                     | 9 февраль 2024   | 3     | 5:00  | Москва, Россия    |              |
| Победа    | 8-1    | Рамзан Молочаев      | Решением (единогласным)           | ACA YE 39 - ACA Young Eagles 39                    | 17 август 2023   | 3     | 5:00  | Чечня, Россия     |              |
| Победа    | 7-1    | Салих Ибрагимов      | Сдача (удушение сзади)            | Octagon Promotion - Octagon 46: Фирсава - Дюжикова | 24 июнь 2023     | 2     | 3:24  | Алматы, Казахстан |              |
| Победа    | 6-1    | Сардор Худойбердиев  | Решением (единогласным)           | Octagon Promotion - Octagon 34                     | 27 август 2022   | 3     | 5:00  | Алматы, Казахстан |              |
| Победа    | 5-1    | Кенжебек Абдраимов   | Технический нокаут (удары руками) | Octagon Promotion - Octagon 31                     | 11 Июнь 2022     | 2     | 1:25  | Алматы, Казахстан |              |
| Победа    | 4-1    | Бехруз Комилов       | Решением                          | FFC - FMR Fighting Championship: Selection 6       | 20 March 2021    | 1     | 2:43  | Москва, Россия    |              |
| Поражение | 3-1    | Али Бухсаев          | Технический нокаут                | FFC - FMR Fighting Championship: Selection 5       | 12 декабрь 2020  | 2     | 0:42  | Москва, Россия    |              |
| Победа    | 3-0    | Рувайд Тушиев        | Технический нокаут                | FFC - FMR Fighting Championship: Selection 3       | 19 сентябрь 2020 | 2     | 1:35  | Москва, Россия    |              |
| Победа    | 2-0    | Актан Максатбалдиев  | Решением (единогласным)           | Colosseum FC - Battle of Champions 7               | 28 июль 2019     | 2     | 5:00  | Москва, Россия    |              |
| Победа    | 1-0    | Гавсидин уулу Эламан | Сдача (удушение сзади)            | Colosseum FC - Battle of Champions 6               | 16 Июнь 2019     | 1     | 2:08  | Москва, Россия    | Debut in ММА |